# سترگروتا
سترگروتا (یا سیتر غمگین شد ) یک غار کارستی در روواس دالن در شهرداری نوردلاند در، نروژ است. عمق کلی آن ۵۰ متر و طول اکتشاف آن ۲٫۴ کیلومتر است. احتمالاً به گرونلیگرتا نزدیک متصل است. این غار شامل گالری ها و رسوبات بزرگی از آخرین عصر یخبندان و جوان تر است.  ۲ تا ۳۰۰۰۰۰ سال پیش ایجاد شد. 